# SŽD-Baureihe ТГэ
Die Lokomotiven der SŽD-Baureihe TГэ (deutsche Transkription TGE) der Sowjetischen Eisenbahnen (SŽD) sind breitspurige Diesellokomotiven mit dieselhydraulischer Kraftübertragung vorrangig für den Rangier- und Bauzugdienst. Sie gehen von der Konstruktion auf die ÖBB 2064 zurück und wurden in den Jenbacher Werken produziert. Da sie vom Kastenaufbau wesentlich von der ÖBB 2064 abweichen, sollen sie auch gesondert beschrieben werden. Als Besonderheit besitzen sie eine hydrodynamische Kraftübertragung mit einem Dreiwandlergetriebe, wobei ein Wandler für einen Kriechgang mit Geschwindigkeiten bis 10 km/h bestimmt ist. Eine weitere Besonderheit ist, dass sie eine elektrische Energieversorgung für die Bedienung von Streckenwirtschafts- und Baumaschinen besitzen. In der UdSSR war ihre Anzahl eher unbedeutend, sie betrug bei der TГэ lediglich 22, bei der МГ3 acht Maschinen.

## TГэ

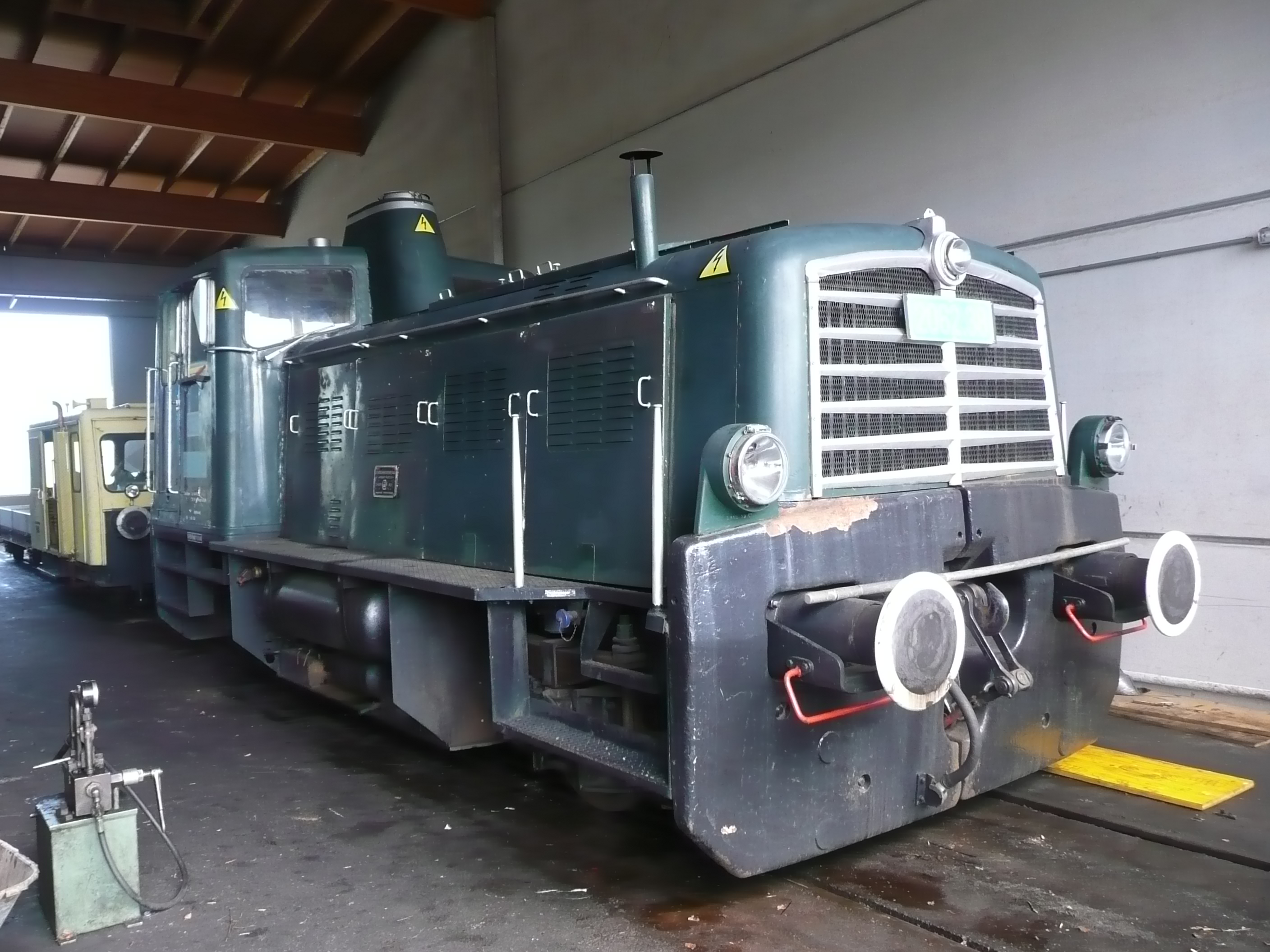
ÖBB 2062 im Eisenbahnmuseum Ampflwang

Auf Grund der Besonderheit der Energieversorgung für die Bedienung von Streckenwirtschafts- und Baumaschinen wird die TГэ auch als Diesellok-Elektrostation bezeichnet. Sie wurde 1958 bis 1959 auf Grund eines speziellen Auftrags des Ministeriums für Verkehrswesen der damaligen UdSSR von den Jenbacher Werken gebaut.
Im vorderen Teil des Fahrzeuges war die komplette Antriebsanlage, im hinteren der Kraftstofftank untergebracht.
Die Diesel-Elektro-Antriebsanlage war mit vielen Bauteilen von der früher gelieferten kleinen Diesellok SŽD-Baureihe МГ2 entstanden, die von der ÖBB 2062 abgeleitet wurde. So wurde wiederum ein Zweitaktdieselmotor verwendet. Gegenüber dem Motor der ÖBB 2062 wurde die Zylinderzahl von acht auf zwölf gesteigert, wodurch sich die Leistung von 294 kW (400 PS) auf 441 kW (600 PS) erhöhte. Das Strömungsgetriebe L 24 UKG der Firma Voith unterschied sich vom Strömungsgetriebe L 24 der SŽD-Baureihe МГ2 durch einen zusätzlichen dritten Wandler für die Fahrt mit dem Kriechgang. Die Lokomotive besaß nach dem Strömungsgetriebe ein Reduzier- und Wendegetriebe SWV 24 zur Umschaltung zwischen Rangier-, Streckengang und Fahrtrichtungsänderung. Von diesem Getriebe aus wurde das Drehmoment mit Kardanwellen auf die Achsgetriebe und Achsen übertragen.
Für die elektrische Versorgung der Streckenwirtschaftsmaschinen besaß die Lokomotive einen Drehstromgenerator (Bezeichnung Fl 326/23-4) mit einer Leistung von 300 kW. Der Generator für die Stromversorgung der Lokomotive, der Kompressor für die Druckluftversorgung, das Heizgerät und der Kessel für die Heizung des Führerstandes war so ausgeführt wie bei den kleinen Motorlokomotiven МГ1 und МГ2.
Die kleine Lokomotive besaß im Kriechgang eine respektable Anfahrzugkraft von 117,5 kN. Im Rangiergang betrug die Zugkraft bei 10 km/h noch 100 kN, bei 30 km/h noch 31 kN. Die maximale Geschwindigkeit war auf 60 km/h festgelegt worden, für Überführungsfahrten waren 80 km/h möglich.

## МГ3
Die Maschinen des Typs МГ3 wurde gleichfalls von den Jenbacher Werken produziert. In der UdSSR erschienen sie 1958. Von der Diesellok-Elektrostation unterschieden sie sich durch das Fehlen des Drehstromgenerators für die Stromversorgung externer Geräte.

## Erhaltene Fahrzeuge
Eine Lokomotive, die TГэ.016, ist erhalten geblieben und kann im Eisenbahnmuseum der Oktoberbahn in Sankt Petersburg besichtigt werden.